# جيمس سيدون
جيمس سيدون هو محامي وسياسي أمريكي، ولد في 13 يوليو 1815 في فالموث في الولايات المتحدة، وتوفي في 19 أغسطس 1880 في مقاطعة غووتشلاند في الولايات المتحدة. نشط حزبياً في الحزب الديمقراطي. وقد انتخب Confederate States Secretary of War ‏ وانتخب عضو مجلس نواب الولايات المتحدة عن ولاية فرجينيا ‏ وانتخب عضو مجلس النواب الأمريكي ‏.